# Pezens
Pezens  ist eine französische Gemeinde mit 1598 Einwohnern (Stand 1. Januar 2022) im Département Aude in der Region Okzitanien. Sie gehört zum Arrondissement Carcassonne und zum Kanton La Malepère à la Montagne Noire.

## Nachbargemeinden
Nachbargemeinden von Pezens  sind  Ventenac-Cabardès im Nordosten, Pennautier im Südosten, Villesèquelande im Südwesten und Moussoulens im Nordwesten.

## Bevölkerungsentwicklung
| Jahr      | 1962 | 1968 | 1975 | 1982 | 1990 | 1999 | 2017 |
| Einwohner | 914  | 934  | 1212 | 1087 | 1090 | 1114 | 1525 |

## Sehenswürdigkeiten
- Kapelle Sainte-Madeleine
- Château de Pech-Redon
- Château d‘Alzau